# Kutlovo (miasto Kragujevac)
Kutlovo (cyr. Кутлово) – wieś w Serbii, w okręgu szumadijskim, w mieście Kragujevac. W 2011 roku liczyła 234 mieszkańców.